# Huêtre
Huêtre är en kommun i departementet Loiret i regionen Centre-Val de Loire strax norr Frankrikes mitt. Kommunen ligger i kantonen Artenay som tillhör arrondissementet Orléans. År 2022 hade Huêtre 282 invånare.

## Befolkningsutveckling
Antalet invånare i kommunen Huêtre
| Referens: INSEE |